# Pierre Louis Moreau de Maupertuis
Pour les articles homonymes, voir Moreau et Maupertuis.
Ne doit pas être confondu avec René Moreau de Maupertuis.
Pierre Louis Moreau de Maupertuis, baptisé le 28 septembre 1698 à Saint-Jouan-des-Guérets et mort le 27 juillet 1759 à Bâle, est un philosophe, mathématicien, physicien, astronome et naturaliste français.
Il contribua notamment à la diffusion des théories de Newton hors d'Angleterre, et à l'établissement du principe de moindre action. En 1935, l'Union astronomique internationale a donné le nom de Maupertuis à un cratère lunaire. L'astéroïde (3281) Maupertuis a également été nommé en son honneur. De plus, il a donné son nom à un lycée à Saint-Malo en 1960.

## Biographie

### Un militaire devenu scientifique

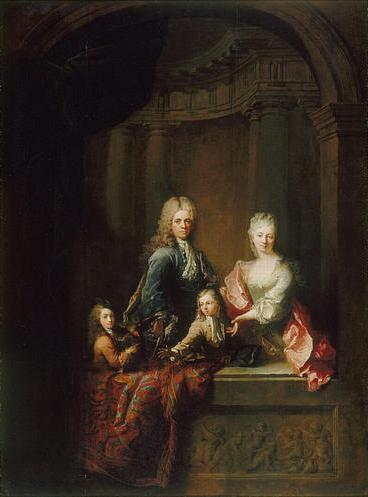
René Moreau de Maupertuis et sa famille; Pierre Louis n'y apparait pas.

Fils de René Moreau de Maupertuis (1664-1746) un corsaire et armateur malouin, directeur de la Compagnie des Indes et anobli par Louis XIV, Maupertuis est un génie selon son biographe La Beaumelle : « dès ses tendres années, il montra des étincelles de génie. Il bégayait encore , et faisait déja des questions philosophiques : il demandait pourquoi le vent éteignait les bougies et allumait le feu. »
Il se voit offrir à l'âge de vingt ans un régiment de cavalerie. Son père, dont il est très proche, lui ouvre les portes des mousquetaires gris, dont il devient lieutenant. Il préfère néanmoins abandonner cette carrière militaire pour se livrer à l'étude des mathématiques, orientation couronnée en 1723 par sa nomination comme membre de l’Académie des sciences. Il publie alors divers travaux de mécanique et d’astronomie ainsi que des « observations et expériences » sur des animaux encore mal connus à l’époque, comme les salamandres et les scorpions, affirmant ainsi très tôt des talents certains de biologiste.
Pierre Louis Moreau de Maupertuis est devenu membre associé de la Royal Society le 27 juin 1728.

### Un partisan de Newton
En 1728, Maupertuis visite Londres, voyage qui marque un tournant décisif dans sa carrière. Élu membre associé de la Royal Society, il découvre les idées de Newton, en particulier l’attraction universelle, dont il va devenir un ardent propagandiste en France, ce que D’Alembert, dans le Discours préliminaire à l’Encyclopédie, ne manque pas ultérieurement de saluer :

« Le premier qui ait osé parmi nous se déclarer ouvertement newtonien, est l’auteur du Discours sur la figure des astres […]. Maupertuis a cru qu’on pouvait être bon citoyen sans adopter aveuglément la physique de son pays, et pour attaquer cette physique, il a eu besoin d’un courage dont on doit lui savoir gré. »

De fait, Maupertuis a quelque mérite à se tourner vers Newton car, à l’époque, c’est la théorie cartésienne des « tourbillons » qui tient lieu, en France, de doctrine acceptée pour expliquer le fonctionnement de l’univers : selon Descartes, les mouvements des planètes sont dus à leur entraînement par des « tourbillons d’une matière subtile occupant les espaces intersidéraux ». Or, lorsque Maupertuis revient en France, le débat entre partisans de Descartes et de Newton prend une dimension de plus en plus spectaculaire, en se cristallisant notamment autour de la question de la forme de la Terre : par des considérations théoriques, Newton a établi que la Terre a, du fait de l'attraction universelle, la forme d’un ellipsoïde de révolution, aplati aux pôles, s'opposant ainsi au cartésien Cassini qui affirme au contraire qu’elle est bombée au niveau des pôles. Maupertuis se positionne nettement du côté de la théorie newtonienne en publiant en 1732 un Discours sur les différentes figures des astres, mais la controverse demeure et on en arrive rapidement à la conclusion que seules des mesures directes peuvent trancher le débat.

### Expédition en Laponie et triomphe face à Cassini

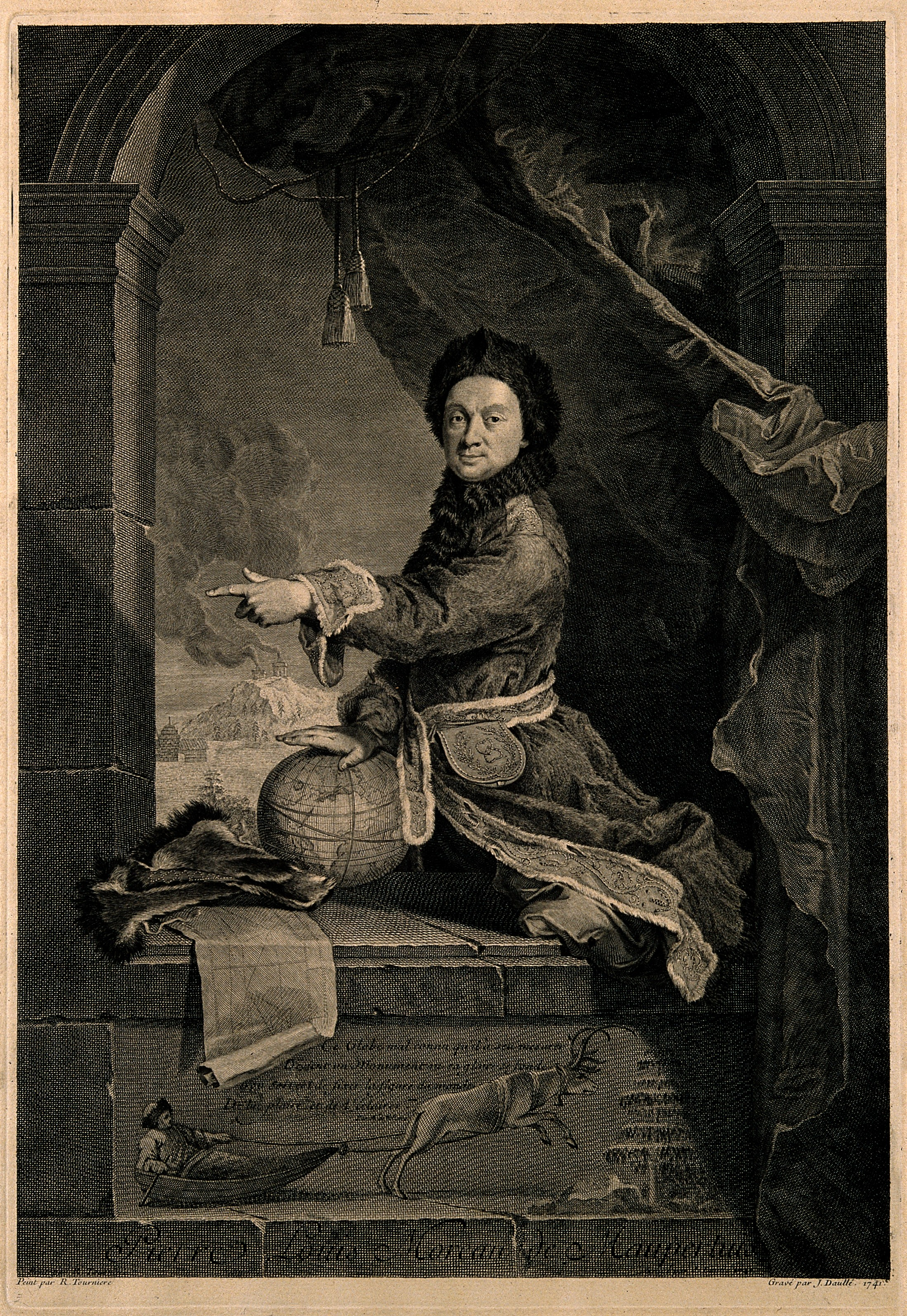
Maupertuis, dans le costume adopté pour l'expédition en Laponie.

Sous l'impulsion du ministre Maurepas, deux expéditions sont organisées par l’Académie des sciences de Paris, avec comme objectif la mesure de la longueur d’un arc polaire et d’un arc équatorial, afin de déterminer la forme exacte de la Terre. L'une est menée en 1735 au Pérou par Godin, Bouguer et La Condamine, l'autre en Laponie, en 1736-1737. Dirigée par Maupertuis, accompagné notamment du mathématicien Alexis Clairaut et du Suédois Anders Celsius et l'interprète français-lapon Anders Hellant, cette dernière, par la mesure d’un degré d'arc de méridien entre Kittis et Torneå, confirme la théorie de Newton : la valeur de ce degré de méridien proche du pôle nord étant supérieure à celle d'un degré de méridien mesuré entre Amiens et Paris quelques décennies auparavant, on peut en conclure que la Terre est bien aplatie aux pôles. Dès lors, « ce résultat, habilement mis en scène par Maupertuis tant à l'Académie des sciences que dans les salons parisiens et dans ses publications, engendre en quelques années la déconfiture du parti cartésien ».
Maupertuis en est auréolé de gloire. Il devient membre de la quasi-totalité des sociétés scientifiques d’Europe. Voltaire lui rend, en vers, un vibrant hommage :
Héros de la physique, Argonautes nouveaux

Qui franchissez les monts, qui traversez les eaux

Dont le travail immense et l’exacte mesure

De la Terre étonnée ont fixé la figure.

Dévoilez ces ressorts, qui font la pesanteur.

Vous connaissez les lois qu’établit son auteur.
Vers cette époque, Maupertuis entretient une relation (enseignante et probablement amoureuse) suivie avec Émilie du Châtelet à qui il présente le leibnizien Samuel König, disciple de Jean Bernoulli, dont il avait été lui-même l'élève (c'est lui qui avait formé Maupertuis au calcul infinitésimal dans sa version leibnizienne).

### Berlin
L'admiration de Voltaire n'est pas pour rien dans l'invitation à se rendre à Berlin que reçoit Maupertuis en 1740 de la part de Frédéric II de Prusse, le despote éclairé l'invitant à présider l'Académie des sciences de Berlin. Il prend part en 1741 à la victoire prussienne de Mollwitz où il est fait prisonnier par les Autrichiens. À sa libération, il retourne pour peu de temps à Paris, où il est admis à l’Académie française, avant de rejoindre Berlin. Son caractère ombrageux le fait néanmoins se quereller avec Samuel König. Le mathématicien allemand conteste sa gloire d'avoir découvert le principe de moindre action et publie dans les Acta Eruditorum une lettre de Leibniz à Herman, dans laquelle Leibniz énonce ce principe ; l'authenticité de la lettre est contestée par Maupertuis et Euler. Maupertuis devient la cible des philosophes ; Voltaire, ulcéré de voir König traité de faussaire et désormais jaloux de l'amitié de Frédéric II pour Maupertuis, se brouille avec lui. Défendant Samuel König dans sa Diatribe du docteur Akakia, le philosophe de Ferney devient un de ses plus virulents ennemis. À la suite de Leonhard Euler, Frédéric II prend la défense de Maupertuis et condamne König, puis Voltaire, à quitter Berlin. Voltaire écrit à Mme Denis :
« On n'avait point encore vu de procès criminel dans une académie des sciences. C'est une vérité démontrée qu'il faut s'enfuir de ce pays-ci. »
Voltaire est arrêté à Francfort, et on brûle ses libelles sur la place publique, dont les plus sarcastiques comme l’impitoyable Micromégas. Maupertuis, pour sa part, sort anéanti de cette affaire.
Maupertuis publie en 1749 l’Essai de philosophie morale, où il défend le christianisme contre la doctrine païenne.
En 1751, il publie sous le pseudonyme du « Docteur Baumann » une Dissertatio inauguralis metaphysica de universali naturæ systemate (elle est traduite en français et comprise dans l'édition complète de ses Œuvres sous le nom de Système de la Nature). Maupertuis y développe l'hypothèse d'un panpsychisme universel (en opposition à la vision matérialiste et mécaniste) dans lequel les éléments, avec la perception et la conscience, s'arrangent et s'unissent en vertu d'un ordre immanent établi par Dieu (Œuvres, Lyon 1768, tom. II, p. 184). Cet ouvrage est sévèrement critiqué par Diderot, qui accuse Maupertuis de spinozisme. Il semble que cette accusation, démentie par l'auteur, soit injustifiée : les idées que Maupertuis développe dans son Système sont plus proches des pensées de Leibniz, de Newton et de Malebranche, et des découvertes biologiques de l'époque. D'autre part, en s'attaquant au mécanisme d'Épicure et Descartes, Maupertuis se range indirectement parmi les pourfendeurs de Spinoza et de son contemporain La Mettrie.

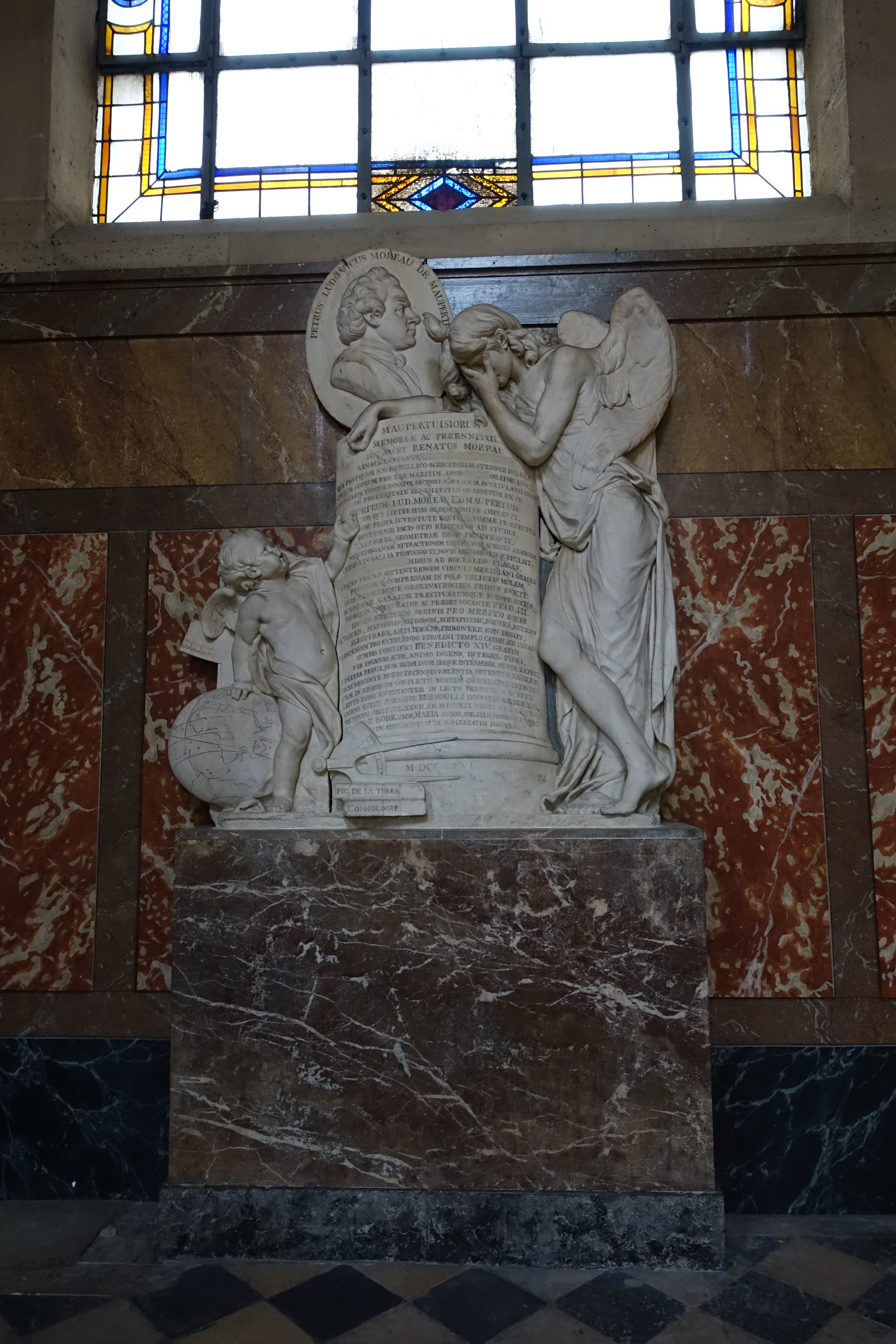
Tombeau de Pierre Louis Moreau de Maupertuis, en l'église Saint-Roch de Paris.

En 1752 il publie ses Lettres. Il développe dans sa Lettre IV l'idée de la pure existence phénoménique du monde physique, aboutissant à une forme d'idéalisme empirique à la Berkeley. Il obtient peu après l'autorisation de quitter Berlin et se retire deux ans à Saint-Malo. Nommé en 1756 pensionnaire vétéran de l'Académie des Sciences de Paris, il revient néanmoins à Berlin auprès de Frédéric II et vit alternativement en France et en Allemagne jusqu'en 1758. À cette date, la maladie le contraint à demander un congé définitif. Après être resté quelque temps dans le sud de la France pour soigner sa santé déclinante, il meurt à Bâle chez le fils de Jean Bernoulli.

## L'œuvre de Maupertuis
Comme nombre de savants de l’époque, Maupertuis ne s'est pas cantonné dans une seule discipline. Il s'est illustré tour à tour en tant que mathématicien, astronome, géographe et naturaliste. Il s'est également préoccupé de philosophie. On lui doit encore quelques propositions pour améliorer l’organisation de la médecine et d’autres sciences appliquées.

### Le principe de moindre action
Maupertuis est célèbre pour avoir énoncé, un des premiers le principe de moindre action. On lui doit, après Fermat (pour la lumière), d’avoir eu l’intuition de ce principe, qu'il énonce ainsi :

« Lorsqu’il arrive quelque changement dans la Nature, la quantité d’action, nécessaire pour ce changement, est la plus petite qu’il soit possible »

La quantité d'action est définie comme :

« L’action est proportionnelle au produit de la masse par la vitesse et par l’espace »

Ce principe révéla son importance grâce aux travaux qui par la suite ont montré que, contrairement aux arguments métaphysiques de Maupertuis, il s'agit d'un principe extrémal, maximo-minimum, et non d'un minimum absolu : travaux d'Euler, Lagrange, Hamilton, Jacobi, Helmholtz, et plus récemment Feynman en électrodynamique quantique (intégrale des chemins).
D'autre part la publication de Maupertuis s'était accompagnée d'un procès célèbre à l'académie de Berlin, contre Samuel König qui évoquait qu'antérieurement Leibniz avait introduit en mécanique des idées semblables, au point que Couturat va jusqu'à dire que ce principe de moindre action « est dû à Leibniz, et non à Maupertuis, à qui on l'attribue d'ordinaire ».

### Travaux en biologie
Maupertuis était mathématicien et fin connaisseur des théories de Newton et de Leibniz, mais il avait compris que les théories physiques de son temps étaient insuffisantes pour expliquer les phénomènes biologiques. Il étudia plusieurs d'entre eux en avançant des hypothèses fort originales pour son époque.

#### Précurseur de la génétique
Dans Vénus physique, Maupertuis s’oppose en 1745 à la théorie de la préformation de l’embryon alors en vogue, en affirmant que le père et la mère ont une influence égale sur l’hérédité. Il tente d’expliquer les phénomènes génétiques par une théorie d’attraction physico-chimique. « Une attraction uniforme et aveugle, répandue dans toutes les parties de la matière, observe-t-il,  ne saurait servir a expliquer comment ces parties s'arrangent pour former le corps dont l'organisation est la plus simple ». Le volume contient deux dissertations, l’une intitulée Sur l’origine des animaux, l’autre, Variétés dans l’espèce humaine.
La Dissertation Physique à l’occasion du Nègre Blanc avait été publiée séparément l’année précédente et contient également d’importantes contributions à la science de l'hérédité. Maupertuis y affirme, avec raison, que la couleur blanche du nègre est une anomalie héréditaire. L’abbé Pichon fera paraître en 1765 une réfutation de l’hypothèse de Maupertuis. Jean Rostand, dans un ouvrage publié chez Gallimard, en 1966, Hommes d’hier et d’aujourd’hui, qualifie Maupertuis d’étonnant précurseur de la génétique. Dix ans avant, Bentley Glass, de l’université de Baltimore, a publié un ouvrage intitulé Maupertuis, A forgotten genius. À l'évidence, Maupertuis était en avance sur son temps.

#### Un précurseur du transformisme?
Pour Maupertuis, la nature était beaucoup trop diversifiée et hétérogène pour que le monde ait été créé par dessein[réf. nécessaire]. On ne sait s’il était déiste[réf. nécessaire]. Quoi qu’il en fût, son attitude matérialiste, due à sa connaissance des théories newtoniennes[réf. nécessaire] et son intérêt pour l’hérédité lui permirent de développer une théorie de l'apparition de nouvelles espèces pouvant, à certains égards, le faire passer pour un contemporain proche du mutationnisme de Hugo de Vries.
Maupertuis considérait que les premières formes de vie étaient apparues par génération spontanée à partir de combinaisons au hasard de matières inertes, molécules ou germes — effectuant ainsi un retour à l'atomisme antique (Lucrèce en particulier). À l'appui de son hypothèse, l’invention du microscope conduisit à l’observation d’organismes minuscules et inconnus réduisant la distance entre organisme vivant et nature inanimée, ce qui apporta un puissant soutien à l’hypothèse de la génération spontanée à partir de combinaisons au hasard de matières inertes.
Longtemps, on crut que les organismes microscopiques, notamment les infusoires, pouvaient être engendrés à partir de matière inorganique. Donc à partir des premières formes de vie apparues par génération spontanée, Maupertuis considérait qu’une série de « productions fortuites » — car à chaque fois qu’un nouveau-né était différent de sa mère et de son père cela provoquait l’apparition d’une nouvelle espèce — répétées au cours du temps pouvait engendrer une multiplication toujours croissante d’espèces expliquant ainsi, selon lui, la grande diversité de toutes les espèces de la Terre. Voici ce qu'il écrit dans son Essai sur la formation de corps organisés, dernier de ses ouvrages de biologie :

« Ne pourrait-on pas expliquer par là comment de deux seuls individus la multiplication des espèces les plus dissemblables aurait pu s'ensuivre ? Elles n'auraient dû leur première origine qu'à quelques productions fortuites, dans lesquelles les parties élémentaires n'auraient pas retenu l'ordre qu'elles tenaient dans les animaux pères et mères : chaque degré d'erreur aurait fait une nouvelle espèce : et à force d'écarts répétés serait venue la diversité infinie des animaux que nous voyons aujourd'hui; qui s'accroîtra peut-être encore avec le temps, mais à laquelle peut-être la suite des siècles n'apporte que des accroissements insensibles. »

Cependant, Maupertuis était essentialiste, c’est-à-dire qu’il posait a priori chaque espèce comme étant nettement distincte de ses voisines au plan taxinomique et même s’il pouvait concevoir la production de nouvelles essences, il n'a pas envisagé la sélection naturelle de caractères préalablement modifiés qui nécessitent un mécanisme - celui à proprement parler de l'évolution biologique - pour justifier leur transmission héréditaire. Son adhésion à la génération spontanée l'empêcha par ailleurs d'émettre clairement l'hypothèse d'un ancêtre commun à l'ensemble du règne animal (et a fortiori à l'ensemble du vivant).
L'évolution telle qu'il l'expose se fait au hasard, « par accident », il s'agit de « productions fortuites ». Il manqua peu à Maupertuis pour élaborer l'hypothèse de la sélection naturelle, puisque dans son Essai sur la formation de corps organisés il cite à plusieurs reprises la formation de nouvelles races par la sélection artificielle — observation qui servit de base à Darwin pour imaginer l'existence d'un phénomène analogue dans la nature — et va même jusqu’à formuler l’élimination des mutants déficients. Sous certains aspects, les idées de Maupertuis sont plus proches des conceptions actuelles que ne le furent celles de nombre de ses successeurs comme Lamarck.

#### Controverses: Race et naturalisme
Maupertuis, comme d'autres naturalistes du XVIIIe siècle, est considéré comme ayant contribué à l'émergence de la notion de race en médecine. Il considère ainsi dans son chapitre « Distribution des différentes races d’hommes selon les différentes parties de la Terre » en 1745 que les habitants d'Afrique ont des caractéristiques physiques distinctives : « des nez larges et plats, de grosses levres, et de la laine au lieu de cheveux » et ainsi évoque qu'ils « paroissent constituer une nouvelle espece d’hommes ». Cette « espèce » serait caractérisée par sa « laideur » selon Maupertuis : en évoquant les Hottentots, il considère ainsi que « la laideur demeure : on trouve ce vilain peuple qui habite la pointe méridionale de l’Afrique ». Cela évoque également les travaux de Carl Von Linné en Suède dans son ouvrage Systema naturae (réédité à de multiples reprises entre 1735 et 1778) qui classifiait quatre « variétés » d'humains selon leur distribution sur les différents continents, et en tirait des hiérarchies où les Africains étaient classés systématiquement en bas de l'échelle. 

## Publications
Ses travaux les plus importants :

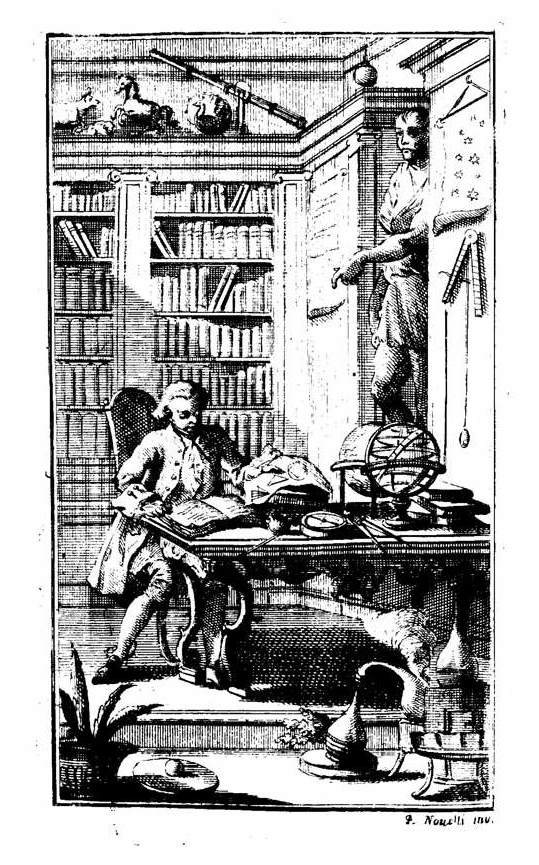
Lettres

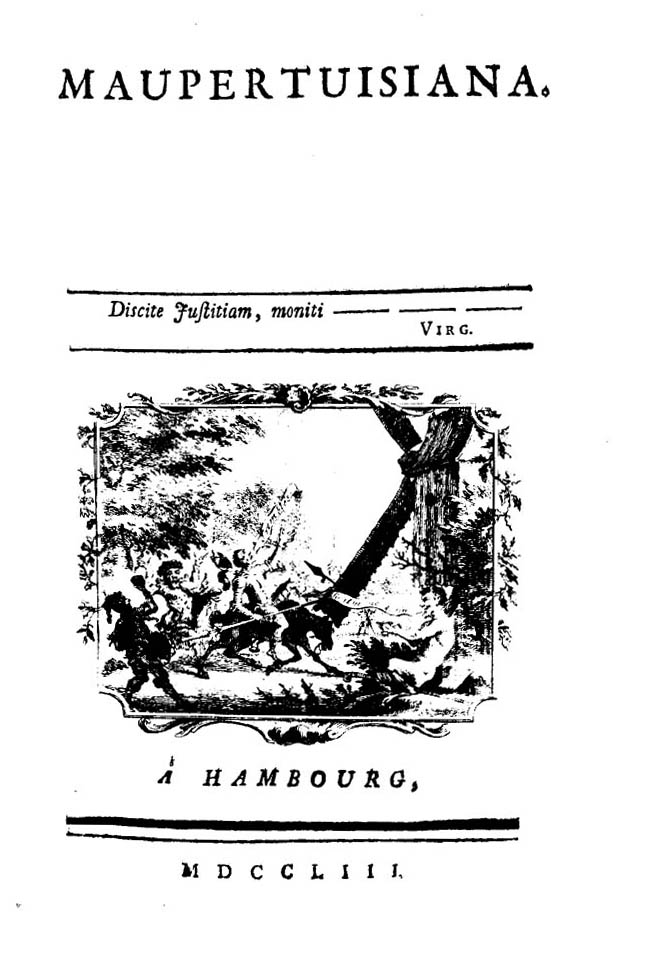
Voltaire, Maupertuisiana, 1753

- Discours sur la figure des astres[19](Paris, 1732).
- La Figure de la Terre[20], déterminée par les Observations de Messieurs Maupertuis, Clairaut, Camus, Le Monnier & de M. l’Abbé Outhier, accompagnés de M. Celsius. (Paris, 1738).
- Réflexions philosophiques sur l'origine des langues et la signification des mots, (1740), lire en ligne.
- Discours sur la parallaxe de la Lune, pour perfectionner la Théorie de la Lune et celle de la Terre. (Paris, 1741).
- Éléments de la géographie (Paris, 1742). Méthode et résultats démontrant la sphéricité et aplatissement du globe aux pôles, rejoignant les théories de Newton.
- Lettre sur la comète de 1742 (Paris, 1742).
- Astronomie nautique ou élémens d’Astronomie, tant pour un observatoire fixe, que pour un observatoire mobile. (Paris, 1743, 1745 et 1746).
- Ouvrages divers… Elemens de Géographie. Discours sur les différentes figures des Corps Célestes. Discours sur le Parallaxe de la Lune et Lettre sur la Comète (Amsterdam, 1744).
- 1745 - Pierre-Louis Moreau de Maupertuis, Vénus physique : La première partie contient : "Dissertation physique à l'occasion du nègre blanc" et la seconde : "Dissertation sur l'origine des noirs", 1745, 86 p. (BNF 30910776, lire sur Wikisource, lire en ligne).
- Essai de Philosophie morale. (Berlin, 1749. Leyde, 1751 ; réédité par Jean-Max Liandier, L'Harmattan, Paris, 2010). Il est, avec celui intitulé Essai de Cosmologie, le principal texte philosophique de Maupertuis. lire en ligne
- Essai de Cosmologie, Amsterdam, 1750 ; Leyde, 1751 (lire en ligne).
- Dissertatio inauguralis metaphysica, de universali naturæ systemate, pro gradu doctoris habita (Erlangen, 1751). Publiée sous le faux nom de « Doctor Baumann ».
- Essai sur la formation de corps organisés (Paris - Berlin, 1754). Traduction de la Dissertatio, aussi publiée dans les œuvres complètes sous le titre Système de la nature.
- Les Œuvres de Mr. de Maupertuis, (Dresde, 1752), 1 vol. in-4º. (édition incomplète).
- Œuvres de Maupertuis, (Lyon, 1756), 4 voll. in-8º.
- Œuvres de Maupertuis, (Lyon, 1768), 2e ed., 4 voll. in-8º.

Quelques textes en ligne :
- Voyage en Laponie
- Voyage au Cercle Polaire
- [Opere], vol. 3, Lyon, Jean-Marie Bruyset (1.), 1756 (lire en ligne)
- [Opere], vol. 4, Lyon, Jean-Marie Bruyset (1.), 1756 (lire en ligne)

#### Bases de données et dictionnaires
- Ressources relatives à la recherche :   - Biodiversity Heritage Library
  - La France savante
  - Mathematics Genealogy Project
- Ressource relative à la littérature :   - Académie française (membres)
- Ressource relative à l'astronomie :   - Biographical Encyclopedia of Astronomers
- Ressource relative à la santé :   - Bibliothèque interuniversitaire de santé
- Ressource relative aux beaux-arts :   - British Museum
- Notices dans des dictionnaires ou encyclopédies généralistes :   - Biografisch Portaal van Nederland
  - BiographySampo
  - Britannica
  - Brockhaus
  - Den Store Danske Encyklopædi
  - Deutsche Biographie
  - Dictionnaire historique de la Suisse
  - Enciclopedia italiana
  - Gran Enciclopèdia Catalana
  - Hrvatska Enciklopedija
  - Internetowa encyklopedia PWN
  - Kansallisbiografia
  - Larousse
  - Nationalencyklopedin
  - Proleksis enciklopedija
  - Store norske leksikon
  - Treccani
  - Universalis
- Notices d'autorité :   - VIAF
  - ISNI
  - BnF (données)
  - IdRef
  - LCCN
  - GND
  - Italie
  - CiNii
  - Espagne
  - Belgique
  - Pays-Bas
  - Pologne
  - Israël
  - NUKAT
  - Catalogne
  - Suède
  - Vatican
  - Australie
  - WorldCat